# IFK Piteå
IFK Piteå var en idrottsförening i Piteå med fotboll som huvudsaklig verksamhet. Föreningen upplöstes formellt 1920, då fotbollsverksamheten i stället anslöts till Piteå IF.